# Neu-Westend (métro de Berlin)
Neu-Westend est une station de la ligne 2 du métro de Berlin, située dans le quartier de Westend.

## Situation
La station est située entre Theodor-Heuss-Platz au sud-est, en direction de Pankow et Olympia-Stadion à l'ouest, en direction de Ruhleben.
Elle est établie sous l'Olympische Straße, à l'est de la Reichsstraße et de la Steubenplatz et à l'ouest de l'Oldenburgallee. Elle comprend un quai central encadré par les deux voies de circulation.

## Histoire
Quand la station Reichskanzlerplatz est mise en service le 29 mars 1908, on pense déjà à un prolongement vers le quartier de Ruhleben. Cinq ans plus tard, une station près du Deutsches Stadion ouvre. Mais la Première Guerre mondiale suspend tous les travaux.
Après la guerre, la situation change, la Hochbahngesellschaft décide de la prolongation de la ligne jusqu'au terminus du projet. En raison de la crise économique, les ressources pour l'approvisionnement sont très limitées, ce qui explique pourquoi les murs de la station sont seulement recouverts de peinture verte. 
Ouverte le 20 mai 1922, la station Neu-Westend n'est accessible jusqu'en 1935 que par une seule entrée pour Steubenplatz ou Reichsstrasse. Avant les Jeux olympiques de 1936, la station reçoit une autre bouche au nord-ouest.
Une rénovation complète de la station a lieu en 1986 et 1987. Un nouveau système d'éclairage est installé et les murs sont recouverts de carreaux de céramique verte.
En 1991, la BVG met en service une voie de demi-tour à l'ouest de la station afin d'augmenter le trafic de la ligne 2 au moment du rétablissement du réseau dans Berlin-Est à partir de la station Warschauer Straße. En 2007, la voie de demi-tour est supprimée pour des raisons économiques. Un ascenseur est installé en 2010.

## Service des voyageurs

### Accueil
La station possède deux bouches et est accessible aux personnes à mobilité réduite par un ascenseur.

### Intermodalité
La station est en correspondance avec les lignes d'autobus no 104 et 349 de la BVG.